# Verneuil-le-Château
Pour les articles homonymes, voir Verneuil.
Verneuil-le-Château est une commune française du département d'Indre-et-Loire, en région Centre-Val de Loire.
Ses habitants sont appelés les Verneuiliens et Verneuiliennes.

## Géographie
|          | Chezelles           |                  |
| Courcoué | Verneuil-le-Château | Rilly-sur-Vienne |
|          | Luzé                |                  |

### Hydrographie

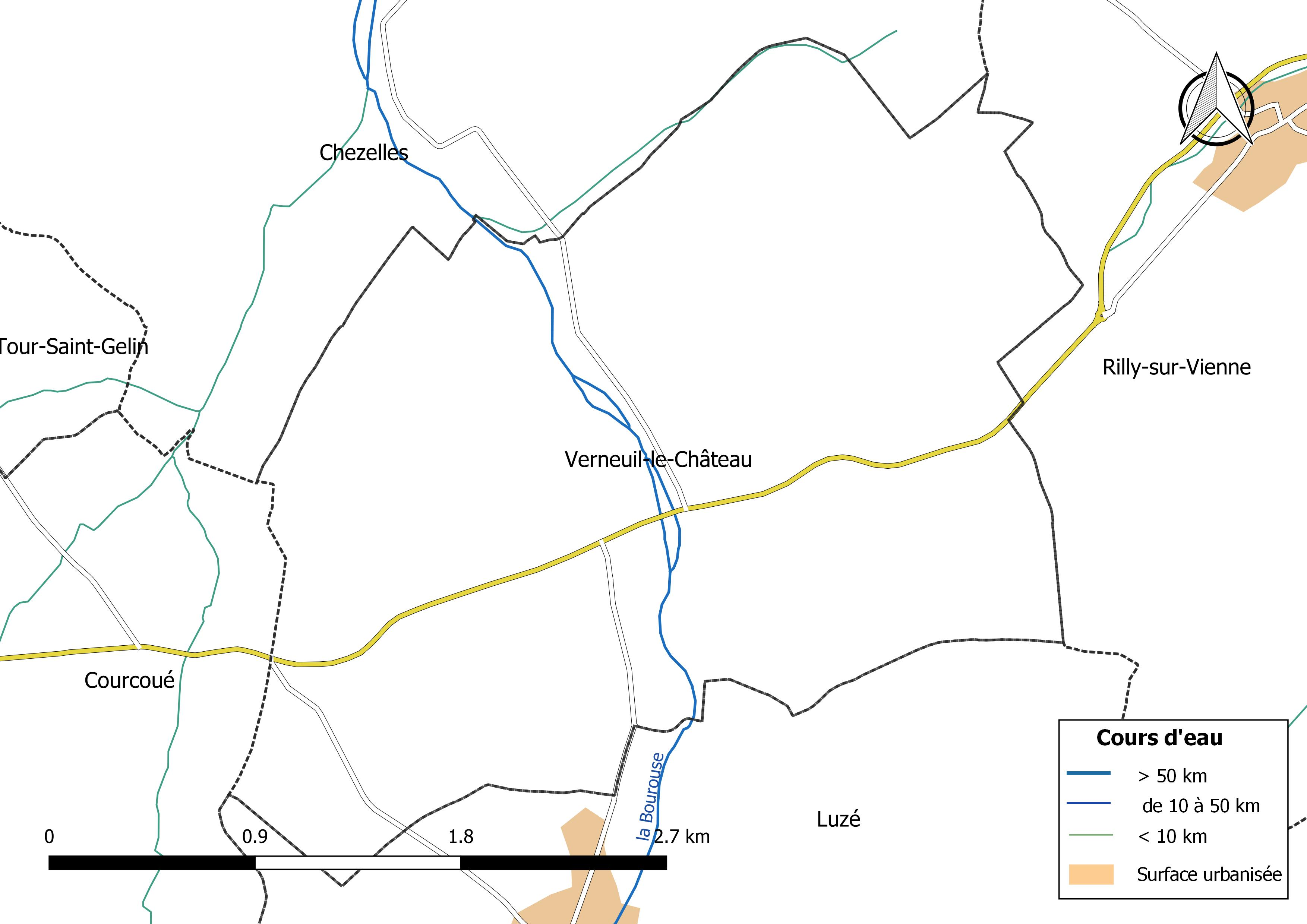
Réseau hydrographique de Verneuil-le-Château.

Le réseau hydrographique communal, d'une longueur totale de 4,31 km, comprend un cours d'eau notable, la Bourouse (2,564 km), et un petit cours d'eau,.
La Bourouse, d'une longueur totale de 14,8 km, prend sa source dans la commune de Braslou et se jette  dans la Vienne à Theneuil, après avoir traversé d'ouest en est 7 communes.
Sur le plan piscicole, la Bourouse est classée en deuxième catégorie piscicole. Le groupe biologique dominant est constitué essentiellement de poissons blancs (cyprinidés) et de carnassiers (brochet, sandre et perche).

### Climat
Pour des articles plus généraux, voir Climat du Centre-Val de Loire et Climat d'Indre-et-Loire.
En 2010, le climat de la commune est de type climat océanique dégradé des plaines du Centre et du Nord, selon une étude du CNRS s'appuyant sur une série de données couvrant la période 1971-2000. En 2020, Météo-France publie une typologie des climats de la France métropolitaine dans laquelle la commune est exposée à un climat océanique altéré et est dans la région climatique  Moyenne vallée de la Loire, caractérisée par une bonne insolation (1 850 h/an) et un été peu pluvieux.
Pour la période 1971-2000, la température annuelle moyenne est de 11,7 °C, avec une amplitude thermique annuelle de 14,6 °C. Le cumul annuel moyen de précipitations est de 678 mm, avec 10,7 jours de précipitations en janvier et 6,5 jours en juillet. Pour la période 1991-2020, la température moyenne annuelle observée sur la station météorologique de Météo-France la plus proche, sur la commune de Courcoué à 5 km à vol d'oiseau, est de 12,5 °C et le cumul annuel moyen de précipitations est de 688,4 mm,. Pour l'avenir, les paramètres climatiques de la commune estimés pour 2050 selon différents scénarios d'émission de gaz à effet de serre sont consultables sur un site dédié publié par Météo-France en novembre 2022.

## Urbanisme

### Typologie
Au 1er janvier 2024, Verneuil-le-Château est catégorisée commune rurale à habitat très dispersé, selon la nouvelle grille communale de densité à sept niveaux définie par l'Insee en 2022.
Elle est située hors unité urbaine et hors attraction des villes,.

### Occupation des sols
L'occupation des sols de la commune, telle qu'elle ressort de la base de données européenne d’occupation biophysique des sols Corine Land Cover (CLC), est marquée par l'importance des territoires agricoles (93,4 % en 2018), une proportion identique à celle de 1990 (93,4 %). La répartition détaillée en 2018 est la suivante : 
terres arables (82,7 %), zones agricoles hétérogènes (10,7 %), forêts (6,6 %). L'évolution de l’occupation des sols de la commune et de ses infrastructures peut être observée sur les différentes représentations cartographiques du territoire : la carte de Cassini (XVIIIe siècle), la carte d'état-major (1820-1866) et les cartes ou photos aériennes de l'IGN pour la période actuelle (1950 à aujourd'hui).

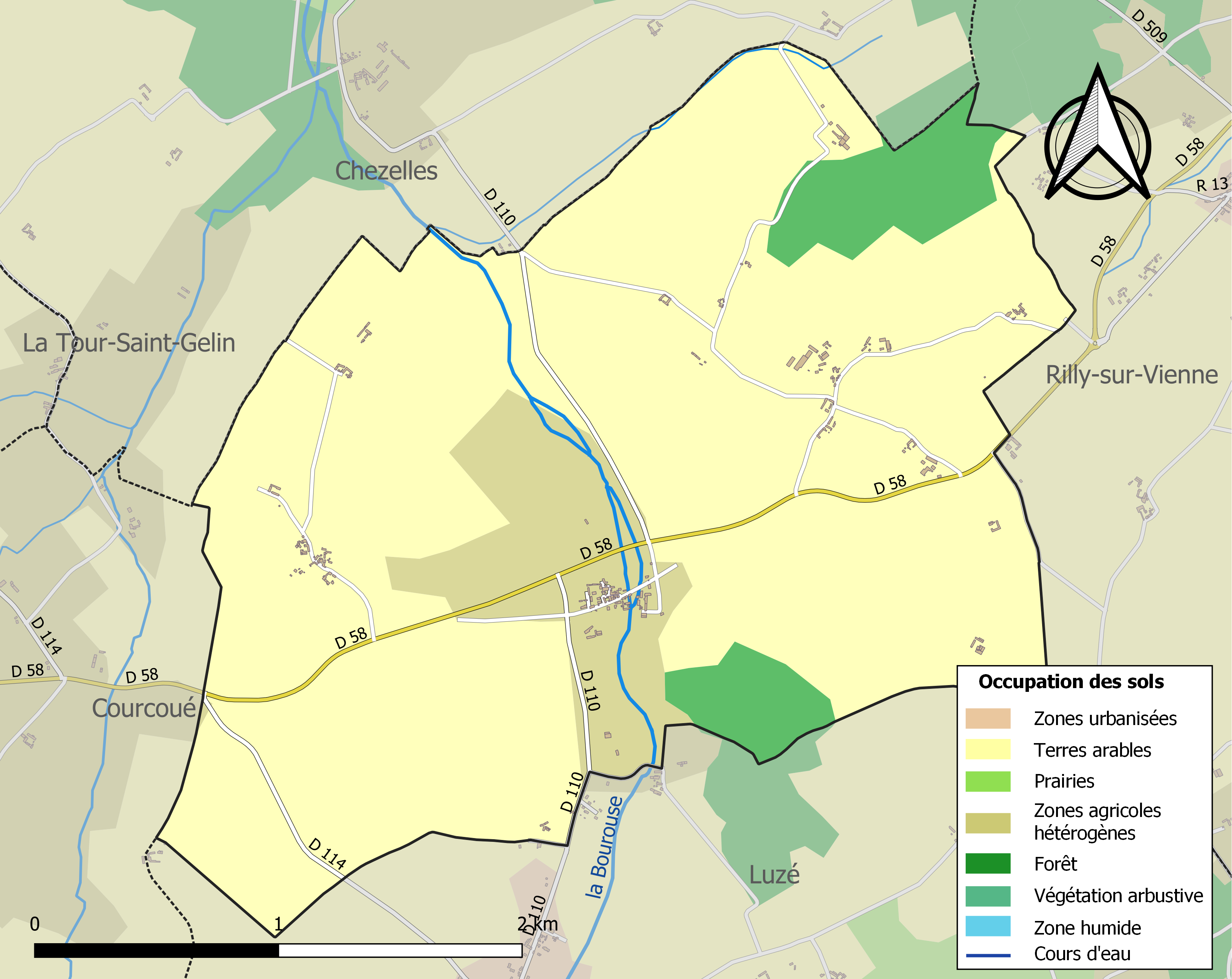
Carte des infrastructures et de l'occupation des sols de la commune en 2018 (CLC).

### Risques majeurs
Le territoire de la commune de Verneuil-le-Château est vulnérable à différents aléas naturels : météorologiques (tempête, orage, neige, grand froid, canicule ou sécheresse) et séisme (sismicité faible). Un site publié par le BRGM permet d'évaluer simplement et rapidement les risques d'un bien localisé soit par son adresse soit par le numéro de sa parcelle.

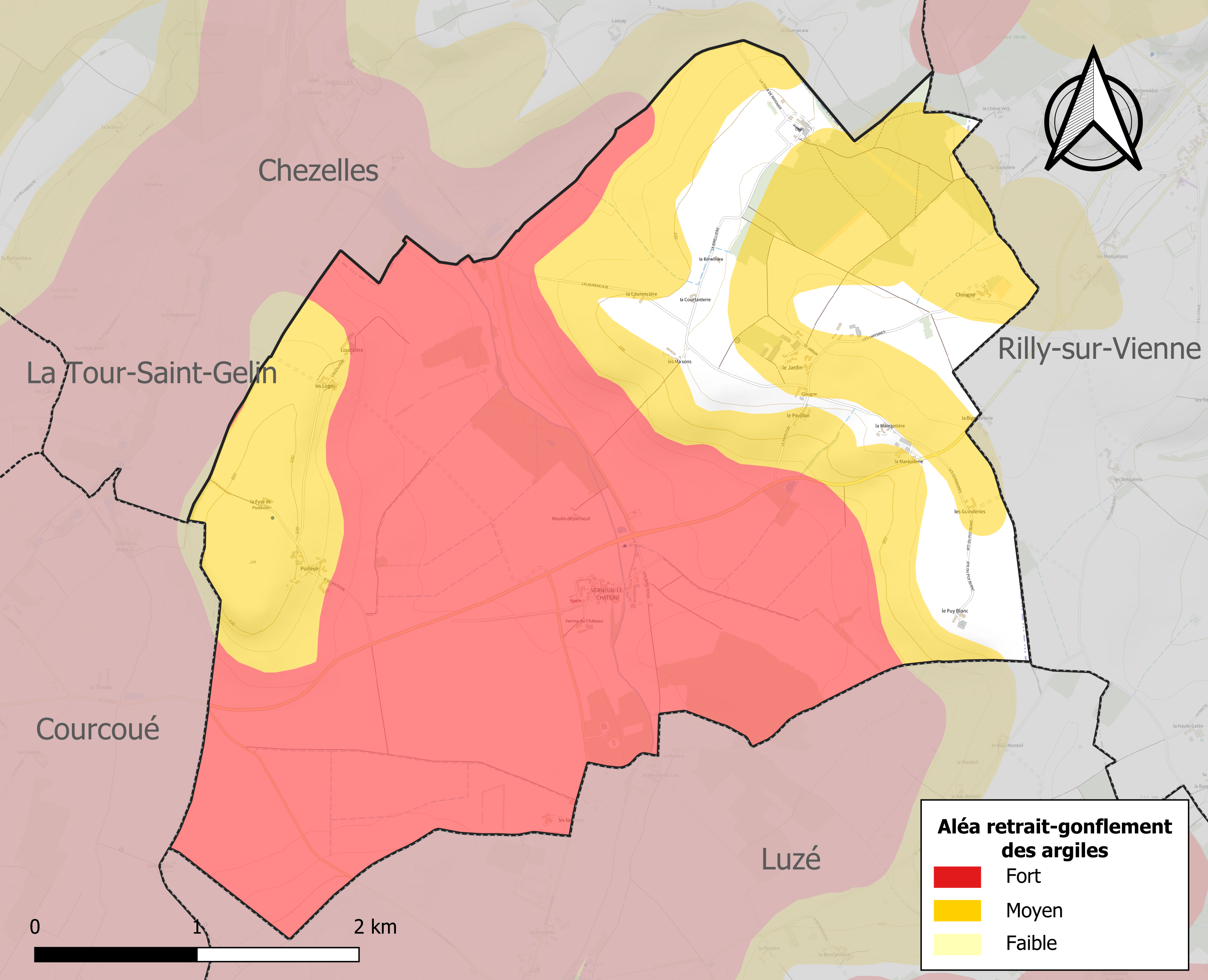
Carte des zones d'aléa retrait-gonflement des sols argileux de Verneuil-le-Château.

Le retrait-gonflement des sols argileux est susceptible d'engendrer des dommages importants aux bâtiments en cas d’alternance de périodes de sécheresse et de pluie. 88,9 % de la superficie communale est en aléa moyen ou fort (90,2 % au niveau départemental et 48,5 % au niveau national). Sur les 78 bâtiments dénombrés sur la commune en 2019, 66 sont en aléa moyen ou fort, soit 85 %, à comparer aux 91 % au niveau départemental et 54 % au niveau national. Une cartographie de l'exposition du territoire national au retrait gonflement des sols argileux est disponible sur le site du BRGM,.
Concernant les mouvements de terrains, la commune a été reconnue en état de catastrophe naturelle au titre des dommages causés par des mouvements de terrain en 1999.

## Toponymie
Les mentions anciennes de Verneuil-le-Château sont : ad Verniacum 1102, Vernolium 1117 d'après le Cartulaire de Noyers.
L'origine du nom de Verneuil remonte à verno signifiant « aulne » suivi du suffixe gaulois -ialo signifiant « champ, clairière » ; la forme primitive serait donc *Vernoialos, « la clairière des aulnes ».

## Histoire
Verneuil formait une châtellenie appelée la Cour de Verneuil.
Avant la Révolution, Verneuil était du ressort de l'élection de Richelieu, et faisait partie de l'archidiaconé d'Outre-Vienne et du doyenné de Noyers. En 1793, il dépendait du district de Chinon.

## Politique et administration

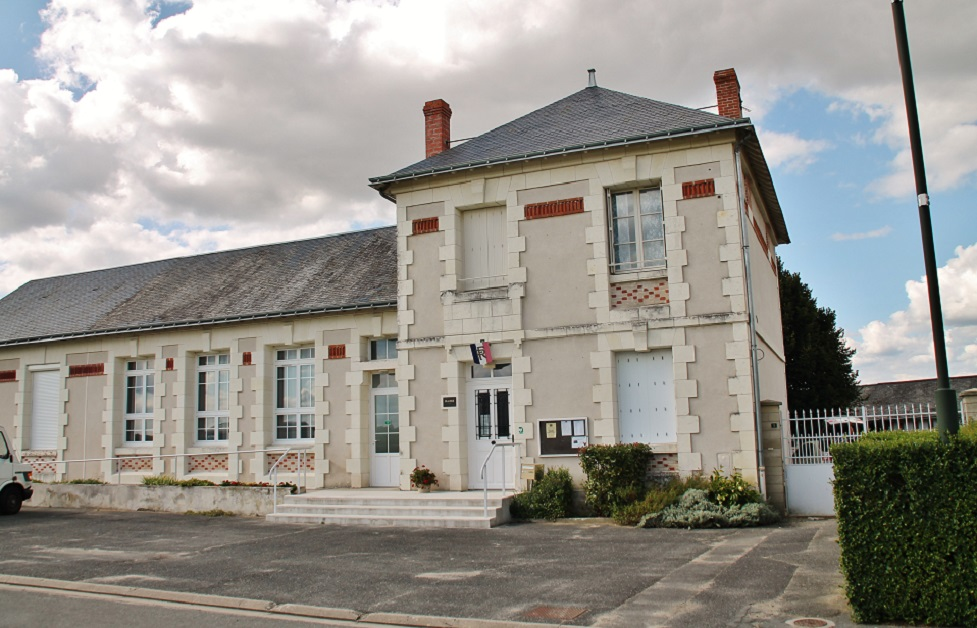
La mairie.

## Démographie
L'évolution du nombre d'habitants est connue à travers les recensements de la population effectués dans la commune depuis 1793. Pour les communes de moins de 10 000 habitants, une enquête de recensement portant sur toute la population est réalisée tous les cinq ans, les populations de référence des années intermédiaires étant quant à elles estimées par interpolation ou extrapolation. Pour la commune, le premier recensement exhaustif entrant dans le cadre du nouveau dispositif a été réalisé en 2004.

En 2022, la commune comptait 125 habitants, en évolution de −1,57 % par rapport à 2016 (Indre-et-Loire : +1,67 %, France hors Mayotte : +2,11 %).
| 1793 | 1800 | 1806 | 1821 | 1831 | 1836 | 1841 | 1846 | 1851 |
| ---- | ---- | ---- | ---- | ---- | ---- | ---- | ---- | ---- |
| 245  | 232  | 206  | 210  | 254  | 251  | 276  | 270  | 274  |

| 1856 | 1861 | 1866 | 1872 | 1876 | 1881 | 1886 | 1891 | 1896 |
| ---- | ---- | ---- | ---- | ---- | ---- | ---- | ---- | ---- |
| 280  | 256  | 251  | 242  | 213  | 215  | 241  | 231  | 238  |

| 1901 | 1906 | 1911 | 1921 | 1926 | 1931 | 1936 | 1946 | 1954 |
| ---- | ---- | ---- | ---- | ---- | ---- | ---- | ---- | ---- |
| 244  | 248  | 245  | 245  | 224  | 224  | 232  | 222  | 249  |

| 1962 | 1968 | 1975 | 1982 | 1990 | 1999 | 2004 | 2006 | 2009 |
| ---- | ---- | ---- | ---- | ---- | ---- | ---- | ---- | ---- |
| 212  | 172  | 145  | 125  | 131  | 110  | 116  | 116  | 150  |

| 2014 | 2019 | 2022 | - | - | - | - | - | - |
| ---- | ---- | ---- | - | - | - | - | - | - |
| 131  | 128  | 125  | - | - | - | - | - | - |

## Culture locale et patrimoine

### Lieux et monuments

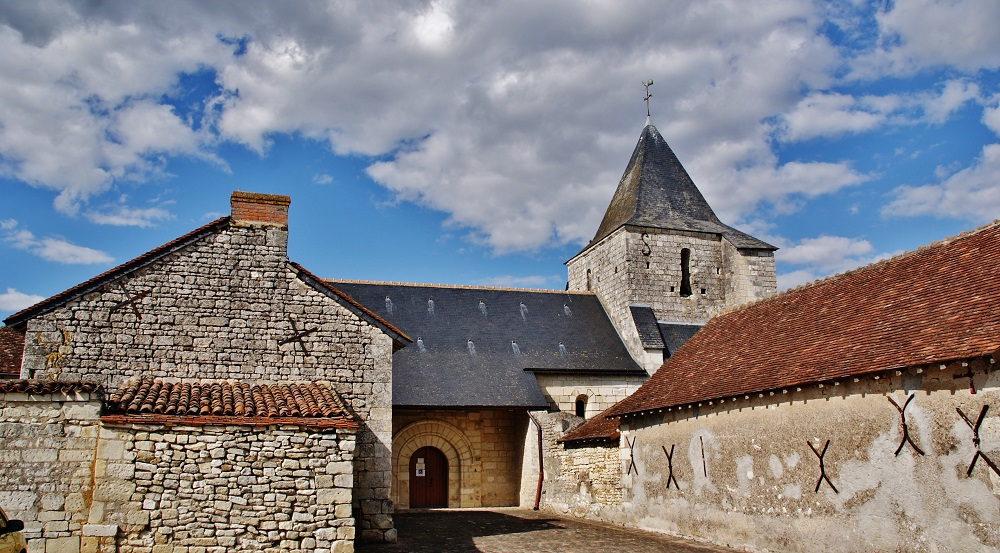
L'église Saint-Hilaire de Verneuil-le-Château.

- L'église paroissiale Saint-Hilaire, des XIIe, XVe et XVIIe siècles, inscrite au titre des Monuments historiques, depuis un arrêté du 18 juin 1962[27] ;
- Château de la Tour du Raynier, des XIVe et XVe siècles, inscrit au titre des Monuments historiques, depuis un arrêté du 5 août 1963[28].

### Héraldique
| Blason de Verneuil-le-Château | Blason  | De sinople au chevron renversé et abaissé d'argent, surmonté d'un château, donjonné d'une pièce, flanqué de deux échauguettes, girouetté, d'or, maçonné, ouvert et ajouré de sable, à un crosseron de gueules brochant en pointe sur le chevron. |
| Blason de Verneuil-le-Château | Détails | Représente l'ancien château, aujourd'hui disparu et la crosse est pour saint Hilaire, patron de la paroisse locale. Création Jean-François Binon, adoptée le 18 novembre 2014.                                                                   |